# Svitlana Haliuk
Svitlana Valentynivna Haliuk –en ucraniano, Світлана Валентинівна Галюк– (Lugansk, 19 de noviembre de 1987) es una deportista ucraniana que compitió en ciclismo en la modalidad de pista, especialista en la prueba de persecución por equipos.
Ganó una medalla de plata en el Campeonato Mundial de Ciclismo en Pista de 2008, en la prueba de persecución por equipos.

## Medallero internacional
| Campeonato Mundial | Campeonato Mundial        | Campeonato Mundial | Campeonato Mundial      |
| Año                | Lugar                     | Medalla            | Competición             |
| ------------------ | ------------------------- | ------------------ | ----------------------- |
| 2008               | Mánchester ( Reino Unido) | Medalla de plata   | Persecución por equipos |